# Wizardry
Wizardry — серия компьютерных ролевых игр, разработанная компанией Sir-Tech Software и особенно популярная в 1980-е годы. Изначально созданная для Apple II, позднее она была портирована на другие платформы. Последняя игра в серии, Wizardry 8, доступна только для Windows.

## История
Первая часть серии Wizardry была создана в 1981 году Эндрю Гринбергом и Робертом Вудхедом во время их учёбы в Корнеллском университете и издана компанией Sir-Tech Software. Игра выделялась трёхмерной графикой подземелий и произвела впечатление на игроков своей ролевой системой. Акцент делался на системе боев от первого лица. Она давала лишь минимальный обзор, но в те времена считалась большим шагом вперед по сравнению с полностью текстовыми играми. Первоначально игра была создана для Apple II, но в скором времени была, как и её продолжения, портирована на распространенные в то время компьютерные системы (без значительных изменений) и консоли (в противоположность компьютерным версиям консольные отличались заметно улучшенной графикой). Первые три игры образуют так называемую первую трилогию Wizardry, объединённую сюжетом, главными героями и единым движком.
В четвёртой части, Return of Werdna, концепция серии серьёзно изменилась. Впервые в истории ролевых игр игрок получил возможность отыгрывать злых персонажей. Также здесь впервые возникает принцип, согласно которому от действий игрока зависит концовка игры, ставший впоследствии ключевым принципом серии. Эта часть считается самой сложной когда-либо выпускавшейся ролевой игрой.
Начиная с пятой части, выпуском игр руководил Дэвид Брэдли. В Wizardry V разработчики вернулись к концепции первых частей, тем не менее реализовав в игре передовую графику и игровой мир; в частности, резко улучшенная графически версия была выпущена на Super Nintendo Entertainment System.
Шестая часть, Bane of the Cosmic Forge, стала новым этапом в истории серии: здесь впервые была применена EGA-графика. Игра диктовала развитие серии вплоть до последней части.
В седьмой части, Crusaders of the Dark Savant, в последний раз была использована статичная окружающая среда. Здесь была применена более современная графика VGA, а также произошёл переход от чисто фэнтезийного игрового мира к научно-фантастическому.
В 2001 году была выпущена Wizardry 8, в которой было создано полностью открытое трёхмерное окружение, новая боевая система, сильно изменен баланс. Для наиболее опытных игроков был введен режим Iron Man, где сохранение происходило только при выходе из игры, и было невозможно воскресить персонажа, просто загрузив более раннее сохранение. Среди игровых локаций — город Арника, Тринтон — ветвистый город на гигантских деревьях, шахты и подводный мир с лохнесским чудовищем.
Наряду с основной серией со временем появились многочисленные побочные продукты (в основном на консолях), от квестов до полностью новых серий, в основном производства Японии. Серия Wizardry оказала большое влияние на серии The Bard’s Tale и Might and Magic.

## Выпущенные игры

### Оригинальная серия
- Wizardry: Proving Grounds of the Mad Overlord (1981)
- Wizardry II: The Knight of Diamonds (1982)
- Wizardry III: Legacy of Llylgamyn (1983)
- Wizardry IV: The Return of Werdna (1987)
- Wizardry V: Heart of the Maelstrom (1988)
- Wizardry VI: Bane of the Cosmic Forge (1990)
- Wizardry VII: Crusaders of the Dark Savant (1992), переиздана как Wizardry Gold (1996)
- Wizardry 8 (2001)

### Побочные продукты
- Wizplus — редактор для первых двух частей
- Wizardry Gaiden I — Suffering of the Queen (RPG, Game Boy, 1991)
- Wizardry Gaiden II — Curse of the Ancient Emperor (RPG, Game Boy, 1992)
- Wizardry Gaiden III — Scripture of the Dark (RPG, Game Boy, 1993)
- Wizardry Gaiden IV — Throb of the Demon’s Heart (RPG, SNES, 1996)
- Nemesis — A Wizardry Adventure (квест, PC, 1996)
- Wizardry Empire (RPG, Game Boy Color, 2000)
- Wizardry Empire: Fukkatsu no Tsue (RPG, Game Boy Color, 2000)
- Wizardry Dimguil (RPG, Playstation, 2000)
- Wizardry Empire I(RPG, Playstation, 2000)
- Wizardry Empire II (RPG, Playstation, 2002)
- Wizardry Empire III (RPG, Playstation 2, 2003)
- Wizardry — Tale of the Forsaken Land; Originaltitel: Busin — Wizardry Alternative (RPG, Playstation 2, 2001)
- Wizardry Summoner (RPG, Game Boy Advance, 2001)
- Wizardry Asterisk: Hiiro no Fuuin (RPG, Nintendo DS, 2005)
- Wizardry: Labyrinth of Lost Souls (RPG, PS3, PS Vita, iOS, PC, 2009)
- Wizardry ~Boukyaku no Isan~ (RPG, Nintendo DS, 2010)
- Wizardry Online (MMORPG, Windows, 2012)